# Moordiek
Moordiek ist eine Gemeinde im Kreis Steinburg in Schleswig-Holstein. Nördlich der Gemeinde verläuft die Bundesstraße 206 von Itzehoe nach Bad Bramstedt. Tütigmoor und Breitenberg liegen im Gemeindegebiet.

## Geografie und Verkehr
Moordiek liegt etwa zehn Kilometer östlich von Itzehoe am Rand des Breitenburger Moors. Die Hörner Au verläuft an der Grenze der Gemeinde.

## Politik

### Gemeindevertretung
Bei der Kommunalwahl am 14. Mai 2023 wurden insgesamt sieben Sitze vergeben. Diese fielen erneut alle an die Kommunale Wählervereinigung Moordiek. Die Wahlbeteiligung betrug 75,2 %.

### Wappen
Blasonierung: „Über silbernem, mit einem blauen Wellenfaden belegten Wellenschildfuß in Blau ein erhöhter silberner Hügel, darin über mit einer Spitze ohne Giebel versehenen grünem Streifen ein roter Brachvogel, rechts und links je ein grüner Rohrkolben mit schwarzem Samenstand.“

## Wirtschaft
Das Gemeindegebiet wird überwiegend landwirtschaftlich genutzt, enthält jedoch auch große Ausgleichsflächen aufgrund des Landes- und Bundesnaturschutzgesetzes.